# Кухар Марія Єгорівна
Марія Єгорівна Кухар, до шлюбу Карноза (10 квітня 1929, с. Миколаївка, Новомосковський район, УРСР, СРСР) — ланкова колгоспу імені Чкалова Новомосковського району Дніпропетровської області, Герой Соціалістичної Праці (1950).

## Біографія
Народилася 10 квітня 1929 року в селі Миколаївка (нині Новомосковського району Дніпропетровської області, Україна) в родині селян.
Закінчила п'ять класів сільської школи, пережила дворічну окупацію під час Німецько-радянської війни, після звільнення працевлаштувалася в колгосп імені Чкалова. У 1946 році призначена головою комсомольсько-молодіжної ланки, яка в тому ж році зібрав урожай 40 центнерів зерна кукурудзи з гектара, у 1948 році — 68 центнерів зернових культур з гектар на ділянці 10 гектарів, у 1949 році — 68,3 центнера кукурудзи з гектара на ділянці тієї ж площі.
Указом Президії Верховної Ради СРСР від 9 червня 1950 року «за одержання високих урожаїв кукурудзи і соняшнику та насіння люцерни в 1949 році при виконанні обов'язкових поставок колгоспами і контрактації сільськогосподарської продукції, натуроплати за роботу МТС і забезпеченості насінням всіх культур у розмірі повної потреби для весняної сівби 1950 року» удостоєна звання Героя Соціалістичної Праці з врученням ордена Леніна і золотої медалі «Серп і Молот».
Опісля працювала в колгоспі. Обиралася делегатом XII з'їзду ВЛКСМ, XVI з'їзду Комсомолу України. Живе в селі Миколаївка.
Нагороджена 2 орденами Леніна (9.06.1950, 29.05.1951), орденом Трудового Червоного Прапора (4.03.1949), медалями.
В її рідному селі Миколаївка на Алеї Пам'яті Героям Соціалістичної Праці серед 18 Героїв села вибито ім'я М. Є. Кухар.